# شریلین فن
 شریلین فن (انگلیسی: Sherilyn Fenn؛ زادهٔ ۱ فوریهٔ ۱۹۶۵) یک هنرپیشه اهل ایالات متحده آمریکا است. وی از سال ۱۹۸۴ میلادی تاکنون مشغول فعالیت بوده‌است.
از فیلم‌ها یا برنامه‌های تلویزیونی که وی در آن نقش داشته است می‌توان به از ته دل وحشی، هلنا مشت‌زن، فقط یکی از پسرها، غریزه کشنده، سکوت قلب، موشها و آدمها، شبح، زندگی عاشقانه، غارنشین، خاطرات هیتمن، نابودی و توئین پیکس اشاره کرد.